# 玉やー
玉やー（たまやー）は、2001年3月に大同(現:ビスティ)が発売した、センター役物の中に磁石付きの大きな回転ローラーが配置されているパチンコ機のシリーズ名。
CR玉やーSPの1機種がある。

## 概要
貯留型の羽根モノタイプ。役物奥のVゾーンに向けて動く磁石付き回転体と、大当たりラウンド中でも抜ける床（スライド板）の関係が抜群のゲーム性を産みだした。大当たり中のスライド板の動きに多少の変更が加えられているが、同年1月に発売されたたこ焼き八ちゃんと似ている点が多い。
たこ焼き八ちゃんにはパンク防止打法という継続率をアップさせる打ち方が存在したが、本機に関してはスライド板が羽根開閉10回目以降はほとんど出現しなくなり、サポートがない状態になってしまうため、羽根開閉9回までに貯留できないとラウンド継続は難しくなる。
羽根が9回開閉するまでスライド板は出っぱなしになるので、「たこ八」よりは貯留されやすい。
しかし、それ以降になると、スライド板は一瞬出てはすぐに引っ込んでしまうという動作を繰り返すため、10回目以降はスライド板のサポートがないに等しくなる。
となれば磁石につく可能性も極めて低くなり、結果的にパンクするしかなくなる。—『パチンコ必勝ガイド 2001 5•19号』p32

## スペック
- CR玉やーSP
  - 賞球数 5&10&13
  - 大当たり最高継続 15R
  - 最大貯留 3個

## 演出
大当たり中は羽根開閉9回までは、役物内のローラー手前にスライド板が出現する。スライド板出現中はローラーに玉がくっつきやすくなる。
Vゾーン手前にストッパーがあり、ローラーから運ばれた玉が最大で3個貯留することが可能で、10カウントもしくは羽根開閉18回後に貯留解除となる。
役物内のローラーは、10個目の玉を感知した瞬間に停止して逆回転を始める。ストッパーに向かう位置に玉がくっついていたしても下のハズレ穴へと向かってしまうので、打ち方には工夫が必要な機種である。
拾球率･V入賞率を大幅にアップさせる打ち方が存在する。
- 止め打ち手順と流れ

①チャッカー入賞で打ち出し停止
②デジタルの宇宙人が腕を下ろす直前に打ち出し
③的確なタイミングで玉が拾われて、磁石さえ手前に来ていればV入賞の可能性が高まる。
この手順は、チャッカー入賞時から羽根開閉までのタイムラグを利用して、羽根の開くタイミングに合わせて玉を打ち出すというものである。